# Turdaș
Turdaș è un comune della Romania di 1 952 abitanti, ubicato nel distretto di Hunedoara, nella regione storica della Transilvania.
Il comune è formato dall'unione di 4 villaggi: Pricaz, Râpaș, Spini, Turdaș.